# Административно-территориальное деление Курганской области

## Административно-территориальное устройство

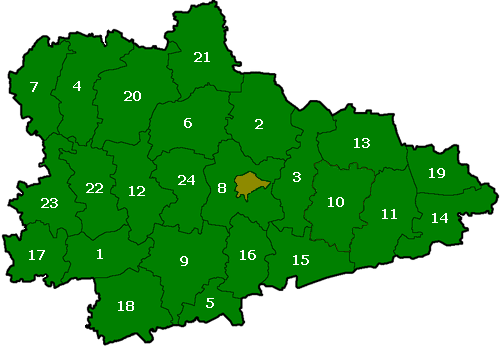
Административная карта Курганской области. Районы: 1. Альменевский, 2. Белозерский, 3. Варгашинский, 4. Далматовский, 5. Звериноголовский, 6.Каргапольский, 7. Катайский, 8. Кетовский, 9. Куртамышский, 10. Лебяжьевский, 11. Макушинский, 12. Мишкинский, 13. Мокроусовский, 14. Петуховский, 15. Половинский, 16. Притобольский, 17. Сафакулевский, 18. Целинный, 19. Частоозерский, 20. Шадринский, 21. Шатровский, 22. Шумихинский, 23. Щучанский, 24. Юргамышский.

Согласно Закону «Об административно-территориальном устройстве Курганской области» и Уставу Курганской области, субъект РФ включает следующие административно-территориальные единицы:
- 2 города областного подчинения;
- 24 района;
  - 7 городов районного подчинения;
  - 6 посёлков городского типа районного подчинения (рабочих посёлков);
  - сельские населённые пункты, входящие в состав районов (по данным переписи населения 2021 года в области насчитывалось 1220  сельских населённых пунктов, из них 56 без населения).

Административным центром Курганской области является город Курган.
К 2020 году в области выделялись также 412 сельсоветов как административно-территориальные единицы в составе районов. С июля 2020 до декабря 2022 года в области были упразднены сельсоветы во всех районах области (это сопровождалось одновременным упразднением всех сельских и городских поселений муниципальных районов с их объединением в муниципальные округа).

## Муниципальное устройство
В рамках организации местного самоуправления Курганская область делится на 26  муниципальных образований, в том числе:
- 2 городских округа,
- 24 муниципальных округа.

История муниципального устройства
В рамках муниципальной реформы 2000-х годов, в границах административно-территориальных единиц области были созданы муниципальные образования. К 1 января 2019 года их число составило 451, в том числе:
- 2 городских округа,
- 24 муниципальных района, в составе которых:
  - 13 городских поселений,
  - 412 сельских поселений.

В 2020 году в муниципальные округа были преобразованы три муниципальных района: Макушинский, Шумихинский и Лебяжьевский с упразднением всех входивших в их состав поселений.
В 2021 году в муниципальные округа были преобразованы муниципальные районы: Куртамышский, Петуховский, Альменевский, Целинного, Мокроусовский, Каргапольский, Мишкинский, Шадринский, Юргамышский и Звериноголовский с упразднением всех входивших в их состав поселений.
В 2022 году в муниципальные округа были преобразованы муниципальные районы: Белозерский, Половинский, Частоозерский, Щучанский, Кетовский, Сафакулевский, Варгашинский, Далматовский, Катайский, Притобольный с упразднением всех входивших в их состав поселений, после чего муниципальное устройство приняло современный вид.

## Районы (муниципальные округа) и города областного подчинения (городские округа)
| № на карте | Название                                        | Флаг | Герб | Площадь (км²) | Население (чел.) | Админ. центр        | Кол-во городов районного подчинения | Кол-во пгт районного подчинения | Кол-во сельских населён- ных пунктов |
| ---------- | ----------------------------------------------- | ---- | ---- | ------------- | ---------------- | ------------------- | ----------------------------------- | ------------------------------- | ------------------------------------ |
| 1e-06      | Районы (муниципальные округа)                   |      |      |               |                  |                     |                                     |                                 |                                      |
| 1          | Альменевский                                    |      |      | 2 486,00      | ↘8070            | с. Альменево        |                                     |                                 | 33                                   |
| 2          | Белозерский                                     |      |      | 3 425,59      | ↘13 185          | с. Белозерское      |                                     |                                 | 71                                   |
| 3          | Варгашинский                                    |      |      | 2 981,87      | ↘15 970          | пгт Варгаши         |                                     | 1                               | 52                                   |
| 4          | Далматовский                                    |      |      | 3 500,85      | ↘23 253          | г. Далматово        | 1                                   |                                 | 59                                   |
| 5          | Звериноголовский                                |      |      | 1 359,11      | ↘6855            | с. Звериноголовское |                                     |                                 | 18                                   |
| 6          | Каргапольский                                   |      |      | 3 193,30      | ↘26 126          | пгт Каргаполье      |                                     | 2                               | 84                                   |
| 7          | Катайский                                       |      |      | 2 671,80      | ↘19 326          | г. Катайск          | 1                                   |                                 | 48                                   |
| 8          | Кетовский                                       |      |      | 3 325,1       | ↘55 099          | с. Кетово           |                                     |                                 | 76                                   |
| 9          | Куртамышский                                    |      |      | 3 925,10      | ↘25 015          | г. Куртамыш         | 1                                   |                                 | 58                                   |
| 10         | Лебяжьевский                                    |      |      | 3 177,46      | ↘11 505          | пгт Лебяжье         |                                     | 1                               | 49                                   |
| 11         | Макушинский                                     |      |      | 3 473,96      | ↘12 655          | г. Макушино         | 1                                   |                                 | 46                                   |
| 12         | Мишкинский                                      |      |      | 3 008,10      | ↘13 132          | пгт Мишкино         |                                     | 1                               | 52                                   |
| 13         | Мокроусовский                                   |      |      | 3 076,34      | ↘9465            | с. Мокроусово       |                                     |                                 | 47                                   |
| 14         | Петуховский                                     |      |      | 2 772,47      | ↘14 228          | г. Петухово         | 1                                   |                                 | 37                                   |
| 15         | Половинский                                     |      |      | 2 728,06      | ↘8180            | с. Половинное       |                                     |                                 | 35                                   |
| 16         | Притобольный                                    |      |      | 2 301,96      | ↘10 186          | с. Глядянское       |                                     |                                 | 37                                   |
| 17         | Сафакулевский                                   |      |      | 2 287,49      | ↗10 763          | с. Сафакулево       |                                     |                                 | 33                                   |
| 18         | Целинный                                        |      |      | 3 445,57      | ↘12 434          | с. Целинное         |                                     |                                 | 48                                   |
| 19         | Частоозерский                                   |      |      | 1 925,88      | ↘4783            | с. Частоозерье      |                                     |                                 | 22                                   |
| 20         | Шадринский                                      |      |      | 4 066,36      | ↗25 531          | г. Шадринск         |                                     |                                 | 92                                   |
| 21         | Шатровский                                      |      |      | 3 535,02      | ↘14 349          | с. Шатрово          |                                     |                                 | 61                                   |
| 22         | Шумихинский                                     |      |      | 2 808,59      | ↘24 153          | г. Шумиха           | 1                                   |                                 | 45                                   |
| 23         | Щучанский                                       |      |      | 2 858,35      | ↘16 671          | г. Щучье            | 1                                   |                                 | 53                                   |
| 24         | Юргамышский                                     |      |      | 2 586,57      | ↘16 177          | пгт Юргамыш         |                                     | 1                               | 64                                   |
| 24.000002  | Города областного подчинения (городские округа) |      |      |               |                  |                     |                                     |                                 |                                      |
| 25         | Курган                                          |      |      | 393,03        | ↘300 763         | г. Курган           |                                     |                                 |                                      |
| 26         | Шадринск                                        |      |      | 173,66        | ↘68 609          | г. Шадринск         |                                     |                                 |                                      |
| 26.000003  | Всего                                           |      |      | 71 487,59     | ↘744 465         |                     | 7                                   | 6                               | 1220                                 |
| 26.000004  |                                                 |      |      |               |                  |                     |                                     |                                 |                                      |

## История районов
Курганская область образована 6 февраля 1943 года из районов Челябинской и Омской областей. Первоначально делилась на 36 районов: Альменевский, Армизонский, Белозерский, Бердюжский, Варгашинский, Галкинский, Глядянский, Далматовский, Звериноголовский, Исетский, Каргапольский, Катайский, Кировский, Курганский, Куртамышский, Лебяжьевский, Лопатинский, Макушинский, Мехонский, Мишкинский, Мокроусовский, Мостовской, Ольховский, Петуховский, Половинский, Сафакулевский, Уксянский, Упоровский, Усть-Уйский, Частоозёрский, Чашинский, Шадринский, Шатровский, Шумихинский, Щучанский и Юргамышский.
В 1944 году Армизонский, Бердюжский, Исетский и Упоровский районы были переданы во вновь образованную Тюменскую область. Одновременно были образованы Батуринский, Кетовский и Косулинский районы.
В 1956 году начался процесс укрупнения районов. Сначала упразднили Батуринский и Косулинский районы, в 1959 — Кетовский, в 1960 — Галкинский, в 1963 — Альменевский, Белозерский, Глядянский, Звериноголовский, Катайский, Кировский, Лопатинский, Макушинский, Мехонский, Мишкинский, Мокроусовский, Мостовской, Ольховский, Половинский, Сафакулевский, Уксянский, Усть-Уйский, Частоозёрский, Чашинский, Шатровский и Юргамышский. Одновременно образован Целинный район.
С 1964 года число районов стало увеличиваться: образованы Макушинский, Мишкинский и Половинский районы, а Курганский район переименован в Кетовский.
В 1965 образованы Альменевский, Белозерский, Катайский, Мокроусовский, Сафакулевский, Шатровский и Юргамышский районы; Глядянский район переименован в Притобольный.
В 1972 образован Частоозёрский район и в 1992 — Звериноголовский.

## Бывшие сельсоветы (сельские поселения)
Сельсоветы на территории области стали создаваться в 1917—1920-е годы.
В 2004—2022 годах сельсоветам соответствовали муниципальные образования со статусом сельского поселения. Их перечень представлен ниже с распределением по районам.
Городам районного подчинения и посёлкам городского типа районного подчинения в этот же период соответствовали муниципальные образования со статусом городского поселения (ниже выделены жирным шрифтом).
В 2020—2022 годы все сельсоветы в районах и все муниципальные образования на уровне поселений были упразднены:
- Законами от 2020 года сельсоветы упразднены на территории Макушинского[5][33], Шумихинского[6][33], Лебяжьевского районов[7].
- Законами от 2021 года были упразднены сельсоветы на территории Куртамышского[8], Петуховского[9], Шатровского[34], Альменевского[10], Целинного[11], Мокроусовского[12], Каргапольского[13], Мишкинского[14], Шадринского[15], Юргамышского[16] и Звериноголовского[17], Белозерского[18], Половинского[19], Частоозерского[20], Щучанского районов[21]
- Законами от 2022 года упразднены сельсоветы на территории остальных районов области: Кетовского[22], Сафакулевского[23], Варгашинского[24], Далматовского[25], Катайского[26] и Притобольного[27].

### Альменевский район
- Административный центр — с. Альменево
- Код ОКАТО — 37 202

| № п/п | Сельсоветы               | Центр          | Число НП | Населённые пункты                                                            |
| ----- | ------------------------ | -------------- | -------- | ---------------------------------------------------------------------------- |
| 1     | Альменевский сельсовет   | с. Альменево   | 1        | село Альменево                                                               |
| 2     | Бороздинский сельсовет   | с. Бороздинка  | 4        | село Бороздинка, деревня Искандарово, деревня Майлык, деревня Щучанка        |
| 3     | Иванковский сельсовет    | с. Иванково    | 3        | село Иванково, деревня Ковыльное, деревня Тузово                             |
| 4     | Казенский сельсовет      | с. Казённое    | 3        | село Казённое, деревня Зеникай, деревня Килей-Казаккулово                    |
| 5     | Малышевский сельсовет    | с. Малышева    | 3        | село Малышева, деревня Алакуль, деревня Учкулево                             |
| 6     | Парамоновский сельсовет  | с. Парамоново  | 2        | село Парамоново, деревня Убалина                                             |
| 7     | Танрыкуловский сельсовет | с. Танрыкулово | 4        | село Танрыкулово, деревня Казаккулово, деревня Крутой Лог, деревня Подъясово |
| 8     | Шариповский сельсовет    | с. Мир         | 4        | село Мир, деревня Байганино, деревня Поляна, село Шарипово                   |
| 9     | Юламановский сельсовет   | с. Юламаново   | 4        | село Юламаново, деревня Аскарово, деревня Бухарово, деревня Озерное          |
| 10    | Ягоднинский сельсовет    | с. Ягодное     | 5        | село Ягодное, деревня Вишняково, деревня Солнечная, село Рыбное, село Чистое |

Законом Курганской области от 29 июня 2021 года все сельсоветы в районе были упразднены (одновременно с упразднением поселений муниципального района, преобразованного в муниципальный округ).

### Белозерский район
- Административный центр — с. Белозерское
- Код ОКАТО — 37 204

| № п/п | Сельсоветы                   | Центр               | Число НП | Населённые пункты |
| ----- | ---------------------------- | ------------------- | -------- | --- |
| 1     | Баяракский сельсовет         | с. Баярак           | 2        | село Баярак, деревня Березово |
| 2     | Белозерский сельсовет        | с. Белозерское      | 4        | село Белозерское, деревня Доможирова, деревня Корюкина, деревня Куликово                                                                                                  |
| 3     | Боровлянский сельсовет       | с. Боровлянка       | 3        | село Боровлянка, посёлок сельского типа Стеклозавод, деревня Тебенякское                                                                                                  |
| 4     | Боровской сельсовет          | с. Боровское        | 9        | село Боровское, посёлок сельского типа Березовский, село Бузан, деревня Дианово, село Зюзино, деревня Лихачи, деревня Масляная, деревня Новозаборка, деревня Слободчикова |
| 5     | Вагинский сельсовет          | с. Вагино           | 3        | село Вагино, деревня Мясникова, деревня Подборная |
| 6     | Зарослинский сельсовет       | д. Большое Зарослое | 2        | деревня Большое Зарослое, деревня Малое Зарослое |
| 7     | Камаганский сельсовет        | с. Большой Камаган  | 3        | село Большой Камаган, деревня Козлова, деревня Сорокина |
| 8     | Нижнетобольный сельсовет     | с. Нижнетобольное   | 8        | село Нижнетобольное, деревня Ачикуль, деревня Большой Заполой, деревня Гагарье, деревня Малый Заполой, деревня Охотино, село Полевое, деревня Раздолье                    |
| 9     | Новодостоваловский сельсовет | с. Новодостовалово  | 6        | село Новодостовалово, деревня Мокино, деревня Песьяное, деревня Петуховское, село Романовское, деревня Чистолебяжье                                                       |
| 10    | Памятинский сельсовет        | с. Памятное         | 4        | село Памятное, деревня Волосникова, деревня Стенниково, село Усть-Суерское                                                                                                |
| 11    | Першинский сельсовет         | с. Першино          | 4        | село Першино, деревня Бунтина, деревня Тебеняк, деревня Тюменцева |
| 12    | Пьянковский сельсовет        | с. Пьянково         | 2        | село Пьянково, деревня Малый Камаган |
| 13    | Речкинский сельсовет         | с. Речкино          | 3        | село Речкино, деревня Екимово, деревня Скатова |
| 14    | Рычковский сельсовет         | с. Рычково          | 6        | село Рычково, деревня Говорухино, деревня Иковское, село Кошкино, деревня Редькино, деревня Русаково                                                                      |
| 15    | Светлодольский сельсовет     | с. Светлый Дол      | 6        | село Светлый Дол, деревня Кирово, деревня Мендерское, деревня Орловка, деревня Рассохина, деревня Юрково                                                                  |
| 16    | Скатинский сельсовет         | с. Скаты            | 2        | село Скаты, деревня Ордина |
| 17    | Скопинский сельсовет         | с. Скопино          | 1        | село Скопино |
| 18    | Ягоднинский сельсовет        | д. Ягодная          | 3        | деревня Ягодная, деревня Лебяжье, село Чимеево |

Законом Курганской области от 29 декабря 2021 года все сельсоветы в районе были упразднены (одновременно с упразднением поселений муниципального района, преобразованного в муниципальный округ).

### Варгашинский район
- Административный центр — пгт Варгаши
- Код ОКАТО — 37 206

| № п/п | Сельсоветы и пгт                | Центр             | Число НП | Населённые пункты |
| ----- | ------------------------------- | ----------------- | -------- | --- |
| 1     | Варгаши (Варгашинский поссовет) | пгт Варгаши       | 21       | рабочий посёлок Варгаши, посёлок городского типа Юрахлы, село Барашково, село Камышное, село Носково, село Варгаши, деревня Васильки, село Лихачи, деревня Малопесьяная, деревня Обменово, деревня Старопесьяное, село Пичугино, деревня Березняки, деревня Кабанье, село Попово, деревня Моревское, деревня Щучье, село Сычево, деревня Пестерево, посёлок сельского типа Роза, деревня Уфина |
| 2     | Верхнесуерский сельсовет        | с. Верхнесуерское | 11       | село Верхнесуерское, село Большое Просеково, село Ошурково, село Терпугово, деревня Белово, деревня Большое Шмаково, деревня Бородино, деревня Крутихинское, деревня Малое Шмаково, деревня Середкино, деревня Сосновка |
| 3     | Мостовской сельсовет            | с. Мостовское     | 8        | село Мостовское, село Яблочное, деревня Барнаул, деревня Большое Молотово, деревня Заложное, деревня Заозерная, деревня Новый Путь, деревня Урал |
| 4     | Шастовский сельсовет            | с. Шастово        | 5        | село Шастово, деревня Волосниково, деревня Плотниково, деревня Секисово, деревня Шмаково |
| 5     | Южный сельсовет                 | с. Дубровное      | 8        | село Дубровное, деревня Гагарье, село Дундино, деревня Корнилово, село Медвежье, село Саламатовское, село Спорное, село Строево |

Законом Курганской области от 3 октября 2022 года все сельсоветы в районе были упразднены (одновременно с упразднением поселений муниципального района, преобразованного в муниципальный округ).

### Далматовский район
- Административный центр — г. Далматово
- Код ОКАТО — 37 208

| № п/п | Сельсоветы и город            | Центр                  | Число НП | Населённые пункты |
| ----- | ----------------------------- | ---------------------- | -------- | --- |
| 1     | город Далматово               | г. Далматово           | 4        | город Далматово, деревня Луговая, деревня Верхний Суварыш, деревня Рощино                                                                      |
| 2     | Белоярский сельсовет          | с. Белоярка 1-я        | 4        | село Белоярка 1-я, деревня Бараба, деревня Ольховка, деревня Павелево                                                                          |
| 3     | Верхнеярский сельсовет        | с. Верхний Яр          | 2        | село Верхний Яр, посёлок сельского типа Шутка                                                                                                  |
| 4     | Вознесенский сельсовет        | с. Вознесенское        | 2        | село Вознесенское, деревня Язовка |
| 5     | Затеченский сельсовет         | с. Затеченское         | 2        | село Затеченское, село Красноисетское |
| 6     | Ключевской сельсовет          | с. Ключевское          | 1        | село Ключевское |
| 7     | Крестовский сельсовет         | с. Крестовка           | 2        | село Крестовка, деревня Озеро-Казанское |
| 8     | Кривской сельсовет            | с. Кривское            | 8        | село Кривское, деревня Белое, деревня Большой Атяж, село Большой Беркут, деревня Ларина, деревня Малый Атяж, деревня Потанина, деревня Спицина |
| 9     | Крутихинский сельсовет        | с. Крутиха             | 2        | село Крутиха, деревня Загайнова |
| 10    | Лебяжский сельсовет           | с. Лебяжье             | 1        | село Лебяжье |
| 11    | Мясниковский сельсовет        | с. Мясниково           | 1        | село Мясниково |
| 12    | Нижнеярский сельсовет         | с. Нижний Яр           | 2        | село Нижний Яр, деревня Максимово |
| 13    | Новопетропавловский сельсовет | с. Новопетропавловское | 3        | село Новопетропавловское, деревня Ленинка, деревня Малиновка                                                                                   |
| 14    | Новосельский сельсовет        | с. Новосельское        | 3        | село Новосельское, деревня Короли, деревня Семенова                                                                                            |
| 15    | Параткульский сельсовет       | с. Параткуль           | 3        | село Параткуль, деревня Беляковка, деревня Сараткуль                                                                                           |
| 16    | Першинский сельсовет          | с. Першинское          | 1        | село Першинское |
| 17    | Песковский сельсовет          | с. Пески               | 2        | село Пески, деревня Макарьевское |
| 18    | Песчано-Колединский сельсовет | с. Песчано-Коледино    | 2        | село Песчано-Коледино, с. Ясная Поляна |
| 19    | Смирновский сельсовет         | с. Смирново            | 4        | село Смирново, деревня Осокина, деревня Подкорытова, село Тропино                                                                              |
| 20    | Тамакульский сельсовет        | с. Тамакульское        | 3        | село Тамакульское, деревня Бабинова, село Падерино                                                                                             |
| 21    | Уксянский сельсовет           | с. Уксянское           | 4        | село Уксянское, село Любимово, деревня Брюхово, село Юровка                                                                                    |
| 22    | Уральцевский сельсовет        | с. Уральцевское        | 3        | село Уральцевское, деревня Дуброва, деревня Ошурково                                                                                           |
| 23    | Широковский сельсовет         | с. Широковское         | 1        | село Широковское |

Законом Курганской области от 29 сентября 2022 года все сельсоветы в районе были упразднены (одновременно с упразднением поселений муниципального района, преобразованного в муниципальный округ).

### Звериноголовский район
- Административный центр — с. Звериноголовское
- Код ОКАТО — 37 209

| № п/п | Сельсоветы                 | Центр               | Число НП | Населённые пункты                                                                                      |
| ----- | -------------------------- | ------------------- | -------- | --- |
| 1     | Бугровский сельсовет       | с. Бугровое         | 2        | село Бугровое, деревня Редуть                                                                          |
| 2     | Звериноголовский сельсовет | с. Звериноголовское | 2        | село Звериноголовское, деревня Украинец                                                                |
| 3     | Искровский сельсовет       | п. Искра            | 1        | посёлок сельского типа Искра                                                                           |
| 4     | Круглянский сельсовет      | с. Круглое          | 5        | село Круглое, деревня Верхняя Алабуга, деревня Комсомольская, село Красногорка, деревня Краснознаменка |
| 5     | Озёрнинский сельсовет      | с. Озерное          | 1        | село Озерное                                                                                           |
| 6     | Отряд-Алабугский сельсовет | с. Отряд-Алабуга    | 3        | село Отряд-Алабуга, деревня Жаворонки, деревня Зубаревка                                               |
| 7     | Прорывинский сельсовет     | с. Прорывное        | 1        | село Прорывное                                                                                         |
| 8     | Трудовской сельсовет       | с. Труд и Знание    | 3        | село Труд и Знание, деревня Лебедевка, деревня Северный                                                |

Законом Курганской области от 10 декабря 2021 года все сельсоветы в районе были упразднены (одновременно с упразднением поселений муниципального района, преобразованного в муниципальный округ).

### Каргапольский район
- Административный центр — пгт Каргаполье
- Код ОКАТО — 37 210

| № п/п | Сельсоветы и пгт                | Центр                | Число НП | Населённые пункты |
| ----- | ------------------------------- | -------------------- | -------- | --- |
| 1     | рабочий посёлок Каргаполье      | пгт Каргаполье       | 6        | рабочий посёлок Каргаполье, деревня Мишагина, деревня Нечунаева, деревня Ташкова, деревня Храмова, деревня Шабарчина |
| 2     | рабочий посёлок Красный Октябрь | пгт Красный Октябрь  | 1        | рабочий посёлок Красный Октябрь |
| 3     | Банниковский сельсовет          | с. Большое Банниково | 5        | село Большое Банниково, деревня Деулина, деревня Малое Банниково, деревня Салтосарайская |
| 4     | Бахаревский сельсовет           | с. Бахарево          | 4        | село Бахарево, посёлок сельского типа Грибной, село Малышева, деревня Мурзина |
| 5     | Вяткинский сельсовет            | с. Вяткино           | 5        | село Вяткино, деревня Володина, деревня Воронова, посёлок сельского типа Красный Бор, деревня Шахматова |
| 6     | Долговский сельсовет            | с. Долговское        | 10       | село Долговское, деревня Жарникова, село Окуневское, деревня Заозерная, деревня Игнатьева, деревня Скоробогатова, деревня Суханова, село Соколово, деревня Луговая, деревня Чапаева |
| 7     | Журавлевский сельсовет          | с. Журавлево         | 6        | село Журавлево, село Бакланское, деревня Барсукова, посёлок сельского типа Жарниково, деревня Жилина, деревня Одина |
| 8     | Зауральский сельсовет           | с. Зауральское       | 5        | село Зауральское, деревня Вишневка, деревня Лесное, деревня Орловка, деревня Шуткино |
| 9     | Майский сельсовет               | п. Майский           | 8        | посёлок сельского типа Майский, деревня Березовка, деревня Бобылева, посёлок сельского типа Ватолино, деревня Заречье, деревня Комсомольская, посёлок сельского типа Каргаполье, деревня Ударник |
| 10    | Осиновский сельсовет            | с. Осиновское        | 3        | село Осиновское, село Колмогоровское, деревня Предеина |
| 11    | Сосновский сельсовет            | с. Сосновка          | 3        | село Сосновка, посёлок сельского типа Окуневка, посёлок сельского типа Первомайский |
| 12    | Тагильский сельсовет            | с. Тагильское        | 2        | село Тагильское, посёлок сельского типа Дачный |
| 13    | Твердышский сельсовет           | п. Твердыш           | 2        | посёлок сельского типа Твердыш, посёлок сельского типа Шадринский |
| 14    | Усть-Миасский сельсовет         | с. Усть-Миасское     | 3        | село Усть-Миасское, деревня Воденникова, деревня Липнягова |
| 15    | Чашинский сельсовет             | с. Чаши              | 21       | село Чаши, деревня Асямолова, деревня Белоусова, деревня Бралгина, село Брылино, деревня Жикина, село Житниковское, деревня Заря, деревня Иткуль, село Локти, деревня Мамонова, село Новоиковское, деревня Новая Никольская, село Пустуево, деревня Расковалова, деревня Рощино, деревня Рыбная, деревня Савина, деревня Северная, деревня Тукманное, деревня Чемякина |

Законом Курганской области от 30 ноября 2021 года все сельсоветы в районе были упразднены (одновременно с упразднением поселений муниципального района, преобразованного в муниципальный округ).

### Катайский район
- Административный центр — г. Катайск
- Код ОКАТО — 37 212

| № п/п | Сельсоветы и город            | Центр                    | Число НП | Населённые пункты |
| ----- | ----------------------------- | ------------------------ | -------- | --- |
| 1     | город Катайск                 | г. Катайск               | 1        | город Катайск |
| 2     | Большекасаргульский сельсовет | с. Большое Касаргульское | 3        | село Большое Касаргульское, деревня Митькина, деревня Павлунина                                                                                                   |
| 3     | Боровской сельсовет           | с. Боровское             | 2        | село Боровское, деревня Гусиное |
| 4     | Верхнеключевской сельсовет    | с. Верхнеключевское      | 7        | село Верхнеключевское, деревня Большая Горбунова, село 3ырянка, деревня Борисова, деревня Марай, деревня Окатова, деревня Чернушка                                |
| 5     | Верхнепесковский сельсовет    | с. Верхние Пески         | 2        | село Верхние Пески, деревня Чусовая |
| 6     | Верхнетеченский сельсовет     | с. Верхняя Теча          | 8        | село Верхняя Теча, деревня Анчугово, деревня Казанцева, деревня Камышино, деревня Скилягино, село Лобаново, деревня Басказык, деревня Новая Белоярка              |
| 7     | Ильинский сельсовет           | с. Ильинское             | 3        | село Ильинское, посёлок сельского типа Заречье, деревня Черемисское                                                                                               |
| 8     | Никитинский сельсовет         | с. Никитинское           | 7        | село Никитинское, деревня Водолазово, посёлок сельского типа Водолазово, посёлок сельского типа Гравийный, деревня Платова, деревня Малая Горбунова, деревня Чуга |
| 9     | Петропавловский сельсовет     | с. Петропавловское       | 1        | село Петропавловское |
| 10    | Улугушский сельсовет          | с. Улугушское            | 3        | село Улугушское, деревня Балинское, деревня Соколовка |
| 11    | Ушаковский сельсовет          | с. Ушаковское            | 5        | село Ушаковское, село Корюково, деревня Оконечникова, посёлок Чуга, деревня Шевелева                                                                              |
| 12    | Шутинский сельсовет           | с. Шутино                | 4        | село Шутино, деревня Лесниковка, деревня Лукина, деревня Озеро-Вавилово                                                                                           |
| 13    | Шутихинский сельсовет         | с. Шутихинское           | 3        | село Шутихинское, деревня Бисерова, деревня Бугаево |

Законом Курганской области от 29 сентября 2022 года все сельсоветы в районе были упразднены (одновременно с упразднением поселений муниципального района, преобразованного в муниципальный округ).

### Кетовский район
- Административный центр — с. Кетово
- Код ОКАТО — 37 214

| № п/п | Сельсоветы                 | Центр              | Число НП | Населённые пункты |
| ----- | -------------------------- | ------------------ | -------- | --- |
| 1     | Барабинский сельсовет      | с. Бараба          | 4        | село Бараба, деревня Лаптева, деревня Новая Затобольная, село Темляково                                                                      |
| 2     | Большечаусовский сельсовет | с. Большое Чаусово | 4        | село Большое Чаусово, деревня Белый Яр, посёлок сельского типа Чистопрудный, деревня Передергина                                             |
| 3     | Введенский сельсовет       | с. Введенское      | 5        | село Введенское, деревня Логоушка, посёлок сельского типа Малиновка, посёлок сельского типа Медвежанка, посёлок сельского типа Чермавский    |
| 4     | Железнодорожный сельсовет  | п. Введенское      | 2        | посёлок сельского типа Введенское, станция Платформа 2349 км                                                                                 |
| 5     | Иковский сельсовет         | с. Иковка          | 4        | село Иковка, посёлок Зелёный, посёлок Илецкий, посёлок Чашинский                                                                             |
| 6     | Каширинский сельсовет      | с. Каширино        | 2        | село Каширино, деревня Северное |
| 7     | Кетовский сельсовет        | с. Кетово          | 2        | село Кетово, посёлок сельского типа Придорожный                                                                                              |
| 8     | Колесниковский сельсовет   | с. Колесниково     | 4        | село Колесниково, деревня Лукино, посёлок сельского типа Нефтяников, деревня Патронная                                                       |
| 9     | Колташевский сельсовет     | с. Колташево       | 6        | село Колташево, деревня Грачево, посёлок сельского типа Залесовский, посёлок сельского типа Зелёный Лог, деревня Кривина, деревня Шкодинское |
| 10    | Лесниковский сельсовет     | с. Лесниково       | 4        | село Лесниково, посёлок сельского типа Балки, деревня Санаторная, посёлок сельского типа Усть-Утяк                                           |
| 11    | Марковский сельсовет       | с. Марково         | 2        | село Марково, посёлок сельского типа Лесной                                                                                                  |
| 12    | Менщиковский сельсовет     | с. Менщиково       | 2        | село Менщиково, деревня Галишово |
| 13    | Митинский сельсовет        | с. Митино          | 3        | село Митино, деревня Лиственная, село Ровная                                                                                                 |
| 14    | Новосидоровский сельсовет  | с. Новая Сидоровка | 2        | село Новая Сидоровка, село Кропани |
| 15    | Падеринский сельсовет      | с. Падеринское     | 4        | село Падеринское, деревня Борки, деревня Галкино 2-е, деревня Костоусово, деревня Новое Лушниково                                            |
| 16    | Пименовский сельсовет      | с. Пименовка       | 1        | село Пименовка |
| 17    | Просветский сельсовет      | с. Просвет         | 2        | село Просвет, станция Казарма 338 км |
| 18    | Раковский сельсовет        | с. Большое Раково  | 3        | село Большое Раково, деревня Вятка, деревня Куртамыш                                                                                         |
| 19    | Садовский сельсовет        | с. Садовое         | 4        | село Садовое, деревня Кропанка, деревня Новокомогоровка, деревня Романовка                                                                   |
| 20    | Светлополянский сельсовет  | п. Светлые Поляны  | 3        | посёлок сельского типа Светлые Поляны, станция Марково, деревня Снежная                                                                      |
| 21    | Старопросветский сельсовет | п. Старый Просвет  | 2        | посёлок сельского типа Старый Просвет, посёлок сельского типа Горелый Михаль                                                                 |
| 22    | Становской сельсовет       | д. Становая        | 2        | деревня Становая, деревня Козлово |
| 23    | Сычёвский сельсовет        | с. Сычёво          | 2        | село Сычёво, посёлок сельского типа Логовушка                                                                                                |
| 24    | Чесноковский сельсовет     | с. Чесноки         | 1        | село Чесноки |
| 25    | Шмаковский сельсовет       | с. Шмаково         | 4        | село Шмаково, деревня Галаево, деревня Конево-Казанцева, деревня Орловка                                                                     |

Законом Курганской области от 5 марта 2022 года все сельсоветы в районе были упразднены (одновременно с упразднением поселений муниципального района, преобразованного в муниципальный округ).

### Куртамышский район
- Административный центр — г. Куртамыш
- Код ОКАТО — 37 216

| № п/п | Сельсоветы и город       | Центр          | Число НП | Населённые пункты |
| ----- | ------------------------ | -------------- | -------- | --- |
| 1     | город Куртамыш           | г. Куртамыш    | 1        | город Куртамыш |
| 2     | Белоноговский сельсовет  | с. Белоногово  | 2        | село Белоногово, деревня Узково |
| 3     | Верхневский сельсовет    | с. Верхнее     | 2        | село Верхнее, деревня Сычево |
| 4     | Долговский сельсовет     | с. Долговка    | 1        | село Долговка |
| 5     | Жуковский сельсовет      | с. Жуково      | 2        | село Жуково, деревня Сорокино |
| 6     | Закомалдинский сельсовет | с. Закомалдино | 2        | село Закомалдино, деревня Стрижово |
| 7     | Камаганский сельсовет    | с. Камаган     | 8        | село Камаган, село Березово, деревня Донки, деревня Новая Калиновка, деревня Острова, деревня Путиловка, деревня Птичье, деревня Чесноковка                     |
| 8     | Камышинский сельсовет    | с. Камыши      | 3        | село Камыши, деревня Сосновка, деревня Толстоверетено |
| 9     | Костылевский сельсовет   | с. Костылево   | 4        | село Костылево, деревня Вехти, деревня Клоктухино, деревня Черноборье                                                                                           |
| 10    | Косулинский сельсовет    | с. Косулино    | 2        | село Косулино, деревня Кузьминовка |
| 11    | Нижнёвский сельсовет     | с. Нижнее      | 6        | село Нижнее, деревня Губанова, деревня Кочарино, деревня Коновалова, деревня Малетино, деревня Перевалово                                                       |
| 12    | Обанинский сельсовет     | с. Обанино     | 10       | село Обанино, деревня Белое, деревня Грызаново, село Закоулово, село Каминское, деревня Кислое, деревня Курмыши, деревня Приречная, деревня Язево, деревня Ярки |
| 13    | Пепелинский сельсовет    | с. Пепелино    | 3        | село Пепелино, село Маслово, деревня Таволжанка |
| 14    | Песьянский сельсовет     | с. Песьяное    | 4        | село Песьяное, деревня Ключики, деревня Лебяжье, деревня Степное                                                                                                |
| 15    | Пушкинский сельсовет     | с. Пушкино     | 1        | село Пушкино |
| 16    | Советский сельсовет      | с. Советское   | 8        | село Советское, деревня Борок, деревня Добровольное, деревня Коминтерн, деревня Красная Звезда, деревня Новоникольская, деревня Рясово, село Угловое            |

Законом Курганской области от 12 мая 2021 года все сельсоветы в районе были упразднены (одновременно с упразднением поселений муниципального района, преобразованного в муниципальный округ).

### Лебяжьевский район
- Административный центр — пгт Лебяжье
- Код ОКАТО — 37 218

| № п/п | Сельсоветы и пгт                | Центр          | Число НП | Населённые пункты |
| ----- | ------------------------------- | -------------- | -------- | --- |
| 1     | Лебяжье (Лебяжьевский поссовет) | пгт Лебяжье    | 4        | рабочий посёлок Лебяжье, деревня Верхнеглубокое, посёлок сельского типа Кравцево, посёлок сельского типа Коопзверпромхоза |
| 2     | Арлагульский сельсовет          | с. Арлагуль    | 5        | село Арлагуль, деревня Большое Моховое, деревня Малый Арлагуль, деревня Новощетниково, деревня Старощетниково             |
| 3     | Баксарский сельсовет            | с. Центральное | 3        | село Центральное, деревня Александровка, село Калашное                                                                    |
| 4     | Елошанский сельсовет            | с. Елошное     | 7        | село Елошное, село Балакуль, деревня Бочаговка, село Дубровное, деревня Золотово, деревня Урожайная, деревня Фрунзе       |
| 5     | Камышинский сельсовет           | с. Камышное    | 2        | село Камышное, деревня Кукушкино                                                                                          |
| 6     | Лисьевский сельсовет            | с. Лисье       | 3        | село Лисье, деревня Баксары, деревня Островное                                                                            |
| 7     | Лопатинский сельсовет           | с. Лопатки     | 3        | село Лопатки, деревня Песьяное, деревня Худяково                                                                          |
| 8     | Менщиковский сельсовет          | с. Менщиково   | 3        | село Менщиково, деревня Кузнецово, деревня Суерская                                                                       |
| 9     | Налимовский сельсовет           | с. Налимово    | 2        | село Налимово, деревня Светлое                                                                                            |
| 10    | Нижнеголовинский сельсовет      | с. Головное    | 2        | село Головное, посёлок сельского типа Баксары                                                                             |
| 11    | Перволебяжьевский сельсовет     | д. Лебяжье 1-е | 2        | деревня Лебяжье 1-е, деревня Нижнеглубокое                                                                                |
| 12    | Плосковский сельсовет           | с. Плоское     | 4        | село Плоское, деревня Белянино, деревня Колайское 1-е, деревня Слободчики                                                 |
| 13    | Прилогинский сельсовет          | с. Прилогино   | 3        | село Прилогино, деревня Красная Горка, деревня Юдино                                                                      |
| 14    | Речновский сельсовет            | с. Речное      | 3        | село Речное, деревня Желтики, деревня Кузинка                                                                             |
| 15    | Хуторской сельсовет             | с. Хутора      | 1        | село Хутора |
| 16    | Черёмушкинский сельсовет        | с. Черёмушки   | 3        | село Черемушки |

Законом Курганской области от 30 ноября 2020 года все сельсоветы в районе были упразднены (одновременно с упразднением поселений муниципального района, преобразованного в муниципальный округ).

### Макушинский район
- Административный центр — г. Макушино
- Код ОКАТО — 37 220

| № п/п | Сельсоветы (упразднены) и город | Центр               | Число НП | Населённые пункты                                                                                  |
| ----- | ------------------------------- | ------------------- | -------- | -------------------------------------------------------------------------------------------------- |
| 1     | город Макушино                  | г. Макушино         | 1        | город Макушино                                                                                     |
| 2     | Золотинский сельсовет           | с. Золотое          | 3        | село Золотое, деревня Большое Кривинское, деревня Малое Кривинское                                 |
| 3     | Казаркинский сельсовет          | с. Казаркино        | 6        | село Казаркино, деревня Антипино, деревня Кошелево, село Трюхино, деревня Покровка, деревня Чистое |
| 4     | Коноваловский сельсовет         | с. Коновалово       | 3        | село Коновалово, деревня Привольное, деревня Раздолье                                              |
| 5     | Куреинский сельсовет            | с. Большое Курейное | 5        | село Большое Курейное, деревня Малое Курейное, деревня Покровка, деревня Профинтерн, деревня Пеган |
| 6     | Моршихинский сельсовет          | с. Моршиха          | 3        | село Моршиха, деревня им. Буденного, деревня Десятый Октябрь                                       |
| 7     | Моховской сельсовет             | с. Моховое          | 1        | село Моховое                                                                                       |
| 8     | Обутковский сельсовет           | с. Обутковское      | 4        | село Обутковское, деревня Копырино, деревня Краснотал, деревня Ударник                             |
| 9     | Пионерский сельсовет            | с. Пионерское       | 3        | село Пионерское, посёлок сельского типа Новая Роща, деревня Суслово                                |
| 10    | Садоводский сельсовет           | с. Садовод          | 3        | село Садовод, деревня Журавлевка, деревня Ясные Зори                                               |
| 11    | Саратовский сельсовет           | с. Клюквенное       | 3        | село Клюквенное, деревня Бородинка, станица Неверовское                                            |
| 12    | Сетовнинский сельсовет          | с. Сетовное         | 2        | село Сетовное, деревня Гренадеры                                                                   |
| 13    | Степновский сельсовет           | с. Степное          | 3        | село Степное, посёлок сельского типа Кленовый, посёлок сельского типа Рекорд                       |
| 14    | Требушинненский сельсовет       | с. Требушинное      | 2        | село Требушинное, деревня Забошное                                                                 |
| 15    | Чебаковский сельсовет           | с. Чебаки           | 5        | село Чебаки, село Басковское, деревня Братанники, село Мартино, село Слевное                       |

Законом Курганской области от 30 июня 2020 года все сельсоветы в районе были упразднены (одновременно с упразднением поселений муниципального района, преобразованного в муниципальный округ законом от 23 июня 2020 года).

### Мишкинский район
- Административный центр — пгт Мишкино
- Код ОКАТО — 37 222

| № п/п | Сельсоветы и пгт           | Центр               | Число НП | Населённые пункты                                                                                |
| ----- | -------------------------- | ------------------- | -------- | ------------------------------------------------------------------------------------------------ |
| 1     | рабочий посёлок Мишкино    | пгт Мишкино         | 3        | рабочий посёлок Мишкино, посёлок сельского типа Иванковское, деревня Такташи                     |
| 2     | Варлаковский сельсовет     | с. Варлаково        | 2        | село Варлаково, деревня Сартасово                                                                |
| 3     | Введенский сельсовет       | с. Введенское       | 5        | село Введенское, деревня Быдино, деревня Пестово, деревня Речкалово, деревня Сладкое             |
| 4     | Восходский сельсовет       | с. Восход           | 4        | село Восход, деревня Восточная, деревня Сладкокарасинское, деревня Щучье                         |
| 5     | Гладышевский сельсовет     | с. Гладышево        | 5        | село Гладышево, деревня Бутырское, село Иванково, деревня Малое Окунево, деревня Большое Окунево |
| 6     | Дубровинский сельсовет     | с. Дубровное        | 3        | село Дубровное, деревня Кокуй, деревня Плетни                                                    |
| 7     | Кировский сельсовет        | с. Кирово           | 2        | село Кирово, деревня Красноярка                                                                  |
| 8     | Коровинский сельсовет      | с. Коровье          | 3        | село Коровье, деревня Озерки, деревня Шумиловка                                                  |
| 9     | Краснознаменский сельсовет | с. Краснознаменское | 4        | село Краснознаменское, село Лебяжье, деревня Логоушка, деревня Могильная                         |
| 10    | Купайский сельсовет        | с. Купай            | 3        | село Купай, деревня Двухозерная, деревня Троицкое                                                |
| 11    | Маслинский сельсовет       | с. Масли            | 3        | село Масли, деревня Зелёная Роща, деревня Красноярка                                             |
| 12    | Мыркайский сельсовет       | с. Мыркайское       | 2        | село Мыркайское, деревня Сосною                                                                  |
| 13    | Новопесковский сельсовет   | с. Новые Пески      | 1        | село Новые Пески                                                                                 |
| 14    | Островнинский сельсовет    | с. Островное        | 3        | село Островное, деревня Маслово, деревня Севостьяновка                                           |
| 15    | Первомайский сельсовет     | с. Первомайское     | 5        | село Первомайское, деревня Гаганово, деревня Заречная, деревня Корчажка, деревня Красный Дол     |
| 16    | Рождественский сельсовет   | с. Бутырское        | 1        | село Бутырское                                                                                   |
| 17    | Шаламовский сельсовет      | с. Шаламово         | 4        | село Шаламово, деревня Егорино, деревня Мокрушино, деревня Рытикова                              |

Законом Курганской области от 10 декабря 2021 года все сельсоветы в районе были упразднены (одновременно с упразднением поселений муниципального района, преобразованного в муниципальный округ).

### Мокроусовский район
- Административный центр — с. Мокроусово
- Код ОКАТО — 37 224

| № п/п | Сельсоветы                | Центр               | Число НП | Населённые пункты |
| ----- | ------------------------- | ------------------- | -------- | --- |
| 1     | Куртанский сельсовет      | с. Куртан           | 2        | село Куртан, деревня Селезнево |
| 2     | Лапушинский сельсовет     | с. Лапушки          | 3        | село Лапушки, деревня Большое Песьяное, деревня Пивишное                                                                                  |
| 3     | Лопаревский сельсовет     | с. Лопарево         | 3        | село Лопарево, деревня Воскресенка, деревня Сливное                                                                                       |
| 4     | Маломостовской сельсовет  | с. Малое Мостовское | 5        | село Малое Мостовское, деревня Круглое, деревня Малое Середкино, деревня Осеева, деревня Отставное                                        |
| 5     | Михайловский сельсовет    | с. Михайловка       | 2        | село Михайловка, деревня Новотроицкое |
| 6     | Мокроусовский сельсовет   | с. Мокроусово       | 8        | село Мокроусово, деревня Жиляковка, село Карпунино, деревня Кокорево, село Крепость, деревня Кукарская, деревня Пороги, деревня Чесноково |
| 7     | Рассветский сельсовет     | с. Рассвет          | 3        | село Рассвет, деревня Большое Каменное, деревня Полой                                                                                     |
| 8     | Семискульский сельсовет   | с. Одино            | 3        | село Одино, деревня Денисово, деревня Семискуль                                                                                           |
| 9     | Старопершинский сельсовет | с. Старопершино     | 2        | село Старопершино, деревня Дмитриевка |
| 10    | Сунгуровский сельсовет    | с. Сунгурово        | 2        | село Сунгурово, деревня Малое Песьяново                                                                                                   |
| 11    | Травнинский сельсовет     | с. Травное          | 3        | село Травное, деревня Каракуль, деревня Круглое                                                                                           |
| 12    | Уваровский сельсовет      | с. Уварово          | 2        | село Уварово, деревня Еремино |
| 13    | Утичёвский сельсовет      | с. Утичье           | 4        | село Утичье, деревня Межеумное, деревня Многополье, деревня Тетерье                                                                       |
| 14    | Шелеповский сельсовет     | с. Шелепово         | 2        | село Шелепово, деревня Большое Щучье |
| 15    | Щигровский сельсовет      | с. Щигры            | 3        | село Щигры, деревня Курская, деревня Фатежская                                                                                            |

Законом Курганской области от 8 октября 2021 года все сельсоветы в районе были упразднены (одновременно с упразднением поселений муниципального района, преобразованного в муниципальный округ).

### Петуховский район
- Административный центр — г. Петухово
- Код ОКАТО — 37 226

| № п/п | Сельсоветы и город          | Центр                      | Число НП | Населённые пункты                                                                            |
| ----- | --------------------------- | -------------------------- | -------- | -------------------------------------------------------------------------------------------- |
| 1     | город Петухово              | г. Петухово                | 1        | город Петухово                                                                               |
| 2     | Актабанский сельсовет       | с. Актабан                 | 5        | село Актабан, село Большое Каменное, деревня Новая Лебяжка, деревня Орлово, деревня Песьяное |
| 3     | Большегусиновский сельсовет | с. Большое Гусиное         | 1        | село Большое Гусиное                                                                         |
| 4     | Жидковский сельсовет        | с. Жидки                   | 2        | село Жидки, деревня Бердюжка                                                                 |
| 5     | Зотинский сельсовет         | с. Зотино                  | 2        | село Зотино, село Горбунешное                                                                |
| 6     | Курортный сельсовет         | п. Курорт «Озеро Медвежье» | 2        | посёлок сельского типа Курорт «Озеро Медвежье», село Утчанское                               |
| 7     | Матасинский сельсовет       | с. Матасы                  | 2        | село Матасы, станция Горбуново                                                               |
| 8     | Новоберёзовский сельсовет   | с. Новоберезово            | 3        | село Новоберезово, деревня Вишневка, деревня Пьянково                                        |
| 9     | Новогеоргиевский сельсовет  | с. Новогеоргиевка 2-я      | 3        | село Новогеоргиевка 2-я, деревня Воробьи, деревня Золотовка                                  |
| 10    | Новоильинский сельсовет     | с. Новое Ильинское         | 1        | село Новое Ильинское                                                                         |
| 11    | Октябрьский сельсовет       | с. Октябрьское             | 2        | село Октябрьское, деревня Первомайская                                                       |
| 12    | Пашковский сельсовет        | с. Пашково                 | 2        | село Пашково, деревня Буранное                                                               |
| 13    | Петуховский сельсовет       | с. Петухово                | 3        | село Петухово, деревня Казанцевское, село Троицкое                                           |
| 14    | Приютинский сельсовет       | с. Большое Приютное        | 3        | село Большое Приютное, деревня Малое Приютное, деревня Подувальная                           |
| 15    | Рынковский сельсовет        | с. Рынки                   | 3        | село Рынки, деревня Новогеоргиевка 1-я, деревня Староберезово                                |
| 16    | Стрелецкий сельсовет        | с. Стрельцы                | 3        | село Стрельцы, село Богданы, деревня Теплодубровное                                          |

Законом Курганской области от 12 мая 2021 года все сельсоветы в районе были упразднены (одновременно с упразднением поселений муниципального района, преобразованного в муниципальный округ).

### Половинский район
- Административный центр — с. Половинное
- Код ОКАТО — 37 228

| № п/п | Сельсоветы              | Центр            | Число НП | Населённые пункты |
| ----- | ----------------------- | ---------------- | -------- | --- |
| 1     | Байдарский сельсовет    | с. Байдары       | 1        | село Байдары |
| 2     | Башкирский сельсовет    | с. Башкирское    | 1        | село Башкирское |
| 3     | Булдакский сельсовет    | с. Булдак        | 2        | село Булдак, деревня Дмитриевка |
| 4     | Васильевский сельсовет  | с. Васильевка    | 1        | село Васильевка |
| 5     | Воскресенский сельсовет | с. Воскресенское | 1        | деревня Воскресенское |
| 6     | Пищальский сельсовет    | с. Пищальное     | 2        | село Пищальное, деревня Романово |
| 7     | Половинский сельсовет   | с. Половинное    | 14       | село Половинное, деревня Александровка, деревня Дубровка, деревня Жилино, деревня Марай, село Менщиково, деревня Новая Украинка, село Новые Байдары, деревня Петровка, посёлок Трубецкой, деревня Успенка, деревня Филиппово, деревня Хлупово, село Чулошное |
| 8     | Сумкинский сельсовет    | с. Сумки         | 3        | село Сумки, деревня Золотое, деревня Малодубровное |
| 9     | Сухменский сельсовет    | с. Сухмень       | 5        | село Сухмень, деревня Нахимовка, деревня Черкавчик, село Привольное, деревня Воздвиженка |
| 10    | Яровинский сельсовет    | с. Яровое        | 4        | село Яровое, село Батырево, деревня Гусинное, деревня Казённое |

Законом Курганской области от 29 декабря 2021 года все сельсоветы в районе были упразднены (одновременно с упразднением поселений муниципального района, преобразованного в муниципальный округ).

### Притобольный район
- Административный центр — с. Глядянское
- Код ОКАТО — 37 230

| № п/п | Сельсоветы               | Центр             | Число НП | Населённые пункты                                                                                         |
| ----- | ------------------------ | ----------------- | -------- | --- |
| 1     | Берёзовский сельсовет    | д. Верхнеберёзово | 4        | деревня Верхнеберёзово, посёлок сельского типа Водный, село Нижнеберезово, деревня Подгорная              |
| 2     | Боровлянский сельсовет   | с. Боровлянка     | 4        | село Боровлянка, деревня Мочалово, село Притобольное, деревня Ясная                                       |
| 3     | Гладковский сельсовет    | с. Гладковское    | 4        | село Гладковское, деревня Банщиково, деревня Ершовка, деревня Нижняя Алабуга                              |
| 4     | Глядянский сельсовет     | с. Глядянское     | 3        | село Глядянское, деревня Арсеновка, посёлок сельского типа Сосновый                                       |
| 5     | Давыдовский сельсовет    | с. Давыдовка      | 6        | село Давыдовка, деревня Комановка, деревня Патраки, деревня Покровка, деревня Поляковка, деревня Туманова |
| 6     | Межборный сельсовет      | с. Межборное      | 1        | село Межборное                                                                                            |
| 7     | Нагорский сельсовет      | с. Нагорское      | 6        | село Нагорское, деревня Вавиловка, деревня Заборская, село Камышное, деревня Новая деревня, село Утятское |
| 8     | Обуховский сельсовет     | с. Обухово        | 1        | село Обухово                                                                                              |
| 9     | Плотниковский сельсовет  | с. Плотниково     | 1        | село Плотниково                                                                                           |
| 10    | Раскатихинский сельсовет | с. Раскатиха      | 2        | село Раскатиха, село Ярославское                                                                          |
| 11    | Чернавский сельсовет     | с. Чернавское     | 2        | село Чернавское, деревня Осиновка                                                                         |
| 12    | Ялымский сельсовет       | с. Ялым           | 3        | село Ялым, деревня Новокаминка, деревня Обрядовка                                                         |

Законом Курганской области от 30 декабря 2022 года все сельсоветы в районе были упразднены (одновременно с упразднением поселений муниципального района, преобразованного в муниципальный округ).

### Сафакулевский район
- Административный центр — с. Сафакулево
- Код ОКАТО — 37 232

| № п/п | Сельсоветы                  | Центр             | Число НП | Населённые пункты                                                                                    |
| ----- | --------------------------- | ----------------- | -------- | --- |
| 1     | Аджитаровский сельсовет     | с. Аджитарово     | 1        | село Аджитарово                                                                                      |
| 2     | Бахаревский сельсовет       | с. Боровичи       | 2        | село Боровичи, деревня Бахарево                                                                      |
| 3     | Камышинский сельсовет       | с. Камышное       | 5        | село Камышное, деревня Большое Султаново, деревня Малое Султаново, деревня Озерная, деревня Покровка |
| 4     | Карасевский сельсовет       | с. Карасево       | 1        | село Карасево                                                                                        |
| 5     | Мансуровский сельсовет      | с. Мансурово      | 1        | село Мансурово                                                                                       |
| 6     | Мартыновский сельсовет      | с. Мартыновка     | 2        | село Мартыновка, деревня Бикбирды                                                                    |
| 7     | Надеждинский сельсовет      | с. Надеждинка     | 2        | село. Надеждинка, деревня Бакаево                                                                    |
| 8     | Сарт-Абдрашевский сельсовет | с. Сарт-Абдрашево | 5        | село Сарт-Абдрашево, деревня Азналино, деревня Баязитово, деревня Петровка, деревня Преображенка     |
| 9     | Сафакулевский сельсовет     | с. Сафакулево     | 2        | село Сафакулево, деревня Киреевка                                                                    |
| 10    | Субботинский сельсовет      | с. Субботино      | 3        | село Субботино, деревня Бугуй, деревня Mypзабаева                                                    |
| 11    | Сулеймановский сельсовет    | с. Сулейманово    | 3        | село Сулейманово, деревня Сокольники, деревня Бурматово                                              |
| 12    | Сулюклинский сельсовет      | с. Сулюклино      | 2        | село Сулюклино, деревня Абултаево                                                                    |
| 13    | Яланский сельсовет          | с. Яланское       | 4        | село Яланское, деревня Белое Озеро, деревня Калмык-Абдрашево, деревня Максимовка                     |

Законом Курганской области от 5 марта 2022 года все сельсоветы в районе были упразднены (одновременно с упразднением поселений муниципального района, преобразованного в муниципальный округ).

### Целинный район
- Административный центр — с. Целинное
- Код ОКАТО — 37 234

| № п/п | Сельсоветы                   | Центр                | Число НП | Населённые пункты |
| ----- | ---------------------------- | -------------------- | -------- | --- |
| 1     | Васькинский сельсовет        | с. Пески             | 3        | село Пески, деревня Васькино, деревня Молоденки |
| 2     | Дубровинский сельсовет       | с. Большое Дубровное | 2        | село Большое Дубровное, деревня Малое Дубровное |
| 3     | Дулинский сельсовет          | с. Дулино            | 2        | село Дулино, деревня Бухаринка |
| 4     | Заманилкинский сельсовет     | с. Заманилки         | 1        | село Заманилки |
| 5     | Иванковский сельсовет        | с. Иванково          | 2        | село Иванково, деревня Козыревка |
| 6     | Казак-Кочердыкский сельсовет | с. Казак-Кочердык    | 2        | село Казак-Кочердык, деревня Приозерная |
| 7     | Кислянский сельсовет         | с. Кислянка          | 8        | село Кислянка, деревня Белозерки, деревня Кременевка, деревня Моисеевка, деревня Мануйлово, деревня Николаевка, деревня Патранино, деревня Первомайка |
| 8     | Косолаповский сельсовет      | с. Косолапово        | 3        | село Косолапово, деревня Листвянка, деревня Одина |
| 9     | Луговской сельсовет          | с. Михалево          | 4        | село Михалево, село Луговое, деревня Полынный Лог, деревня Чалкино                                                                                    |
| 10    | Матвеевский сельсовет        | с. Матвеевка         | 1        | село Матвеевка |
| 11    | Половинский сельсовет        | с. Половинное        | 4        | село Половинное, деревня Воздвиженка, деревня Дудино, деревня Чертово                                                                                 |
| 12    | Рачеевский сельсовет         | с. Рачеевка          | 2        | село Рачеевка, деревня Исаково |
| 13    | Сетовский сельсовет          | с. Сетово            | 1        | село Сетово |
| 14    | Становской сельсовет         | с. Становое          | 1        | село Становое |
| 15    | Трёхозёрский сельсовет       | с. Трехозерки        | 2        | село Трехозерки, деревня Бердюгино |
| 16    | Усть-Уйский сельсовет        | с. Усть-Уйское       | 3        | село Усть-Уйское, деревня Красный Октябрь, деревня Подуровка                                                                                          |
| 17    | Фроловский сельсовет         | с. Фроловка          | 2        | село Фроловка, деревня Рыбное |
| 18    | Целинный сельсовет           | с. Целинное          | 1        | село Целинное |
| 19    | Южный сельсовет              | с. Костыгин Лог      | 4        | село Костыгин Лог, деревня Зелёная Сопка, деревня Марс, деревня Пруды                                                                                 |

Законом Курганской области от 29 июня 2021 года все сельсоветы в районе были упразднены (одновременно с упразднением поселений муниципального района, преобразованного в муниципальный округ).

### Частоозерский район
- Административный центр — с. Частоозерье
- Код ОКАТО — 37 236

| № п/п | Сельсоветы              | Центр           | Число НП | Населённые пункты                                                    |
| ----- | ----------------------- | --------------- | -------- | -------------------------------------------------------------------- |
| 1     | Беляковский сельсовет   | с. Беляковское  | 2        | село Беляковское, деревня Песьяное                                   |
| 2     | Бутыринский сельсовет   | с. Бутырино     | 4        | село Бутырино, деревня Карасье, деревня Чебачье, село Чердынцево     |
| 3     | Восточный сельсовет     | с. Восточное    | 3        | село Восточное, деревня Волчье, деревня Окуневка                     |
| 4     | Долговский сельсовет    | с. Долгие       | 3        | село Долгие, деревня Малодолгие, деревня Песьяное                    |
| 5     | Новотроицкий сельсовет  | с. Новотроицкое | 3        | село Новотроицкое, деревня Гомзино, деревня Шестаково                |
| 6     | Сивковский сельсовет    | с. Сивково      | 3        | село Сивково, деревня Журавлевка, деревня Лебяжье                    |
| 7     | Частоозерский сельсовет | с. Частоозерье  | 4        | село Частоозерье, деревня Денисова, деревня Казанцево, село Лиханово |

Законом Курганской области от 29 декабря 2021 года все сельсоветы в районе были упразднены (одновременно с упразднением поселений муниципального района, преобразованного в муниципальный округ).

### Шадринский район
- Административный центр — г. Шадринск
- Код ОКАТО — 37 238

| № п/п | Сельсоветы                    | Центр                  | Число НП | Населённые пункты |
| ----- | ----------------------------- | ---------------------- | -------- | --- |
| 1     | Байракский сельсовет          | с. Байрак              | 1        | село Байрак |
| 2     | Батуринский сельсовет         | с. Батурино            | 7        | село Батурино, село Большое Кабанье, деревня Камчатка, деревня Колесниково, деревня Комсомольская, деревня Моховое, деревня Чистополье |
| 3     | Борчаниновский сельсовет      | с. Борчаниново         | 1        | село Борчаниново |
| 4     | Верхнеполевской сельсовет     | с. Верхняя Полевая     | 3        | село Верхняя Полевая, деревня Барневка, деревня Барневское                                                                             |
| 5     | Верхозинский сельсовет        | с. Верхозино           | 3        | село Верхозино, деревня Кондакова, деревня Крестовское                                                                                 |
| 6     | Ганинский сельсовет           | с. Ганино              | 3        | село Ганино, село Агапино, деревня Иванищавское                                                                                        |
| 7     | Глубокинский сельсовет        | с. Глубокое            | 2        | село Глубокое, деревня Медвежье |
| 8     | Деминский сельсовет           | с. Демино              | 3        | село Демино, деревня Ельничная, деревня Жеребёнкова                                                                                    |
| 9     | Зеленоборский сельсовет       | с. Зеленоборское       | 3        | село Зеленоборское, деревня Ольхвское Озеро, деревня Саткан                                                                            |
| 10    | Ильтяковский сельсовет        | с. Ильтяково           | 4        | село Ильтяково, деревня Кокорина, деревня Плоская, деревня Прыгова                                                                     |
| 11    | Ичкинский сельсовет           | с. Ичкино              | 1        | село Ичкино |
| 12    | Канашский сельсовет           | с. Канаши              | 1        | село Канаши |
| 13    | Ключевской сельсовет          | с. Ключи               | 2        | село Ключи, село Прогресс |
| 14    | Коврижский сельсовет          | с. Коврига             | 2        | село Коврига, деревня Ячменево |
| 15    | Краснозвездинский сельсовет   | с. Красная Звезда      | 6        | село Красная Звезда, деревня Демьяна Бедного, деревня Максимова, деревня Октябрь, деревня Погадайское, деревня Просвет                 |
| 16    | Красномыльский сельсовет      | с. Красномыльское      | 3        | село Красномыльское, деревня Деулина, деревня Деулина                                                                                  |
| 17    | Краснонивинский сельсовет     | с. Красная Нива        | 4        | село Красная Нива, деревня Макарово, деревня Одина, деревня Симакова                                                                   |
| 18    | Мальцевский сельсовет         | с. Мальцево            | 2        | село Мальцево, деревня Дрянново |
| 19    | Маслянский сельсовет          | с. Маслянское          | 3        | село Маслянское, деревня Завьялова, деревня Шушарина                                                                                   |
| 20    | Мингалевский сельсовет        | с. Мингали             | 1        | село Мингали |
| 21    | Мыльниковский сельсовет       | с. Мыльниково          | 2        | село Мыльниково |
| 22    | Неонилинский сельсовет        | с. Неонилинское        | 2        | село Неонилинское, деревня Титова |
| 23    | Нижнеполевской сельсовет      | с. Нижнеполевское      | 4        | село Нижнеполевское, деревня Назарова, деревня Соровское, деревня Чернякова                                                            |
| 24    | Ольховский сельсовет          | с. Ольховка            | 2        | село Ольховка, деревня Перунова |
| 25    | Песчанотаволжанский сельсовет | с. Песчанотаволжанское | 2        | село Песчанотаволжанское, деревня Фрунзе                                                                                               |
| 26    | Погорельский сельсовет        | с. Погорелка           | 1        | село Погорелка |
| 27    | Понькинский сельсовет         | с. Понькино            | 3        | село Понькино, деревня Ермакова, деревня Никитино                                                                                      |
| 28    | Сосновский сельсовет          | с. Сосновское          | 3        | село Сосновское, деревня Груздева, деревня Крутиха                                                                                     |
| 29    | Сухринский сельсовет          | с. Сухринское          | 3        | село Сухринское, деревня Замараевское, посёлок сельского типа Лепещево-Замараево                                                       |
| 30    | Тарасовский сельсовет         | с. Тарасова            | 3        | село Тарасова, деревня Каткова, деревня Толорищево                                                                                     |
| 31    | Тюленевский сельсовет         | с. Тюленево            | 2        | село Тюленево, деревня Шаныгина |
| 32    | Черемисский сельсовет         | с. Черемисское         | 3        | село Черемисское, деревня Качусово, деревня Мельникова                                                                                 |
| 33    | Чистопрудненский сельсовет    | с. Чистопрудное        | 4        | село Чистопрудное, деревня Качесово, деревня Комария, деревня Шахматово                                                                |
| 34    | Юлдусский сельсовет           | с. Юлдус               | 2        | село Юлдус, деревня Сибирки |

Законом Курганской области от 10 декабря 2021 года все сельсоветы в районе были упразднены (одновременно с упразднением поселений муниципального района, преобразованного в муниципальный округ).

### Шатровский район
- Административный центр — с. Шатрово
- Код ОКАТО — 37 240

| № п/п | Сельсоветы                  | Центр               | Число НП | Населённые пункты |
| ----- | --------------------------- | ------------------- | -------- | --- |
| 1     | Бариновский сельсовет       | с. Барино           | 3        | село Барино, деревня Кирпичики, посёлок сельского типа Октябрьский |
| 2     | Дальнекубасовский сельсовет | с. Дальняя Кубасова | 3        | село Дальняя Кубасова, деревня Каширцево, деревня Лукина |
| 3     | Изъедугинский сельсовет     | с. Изъедугино       | 2        | село Изъедугино, деревня Дернова |
| 4     | Камышевский сельсовет       | с. Камышевка        | 4        | село Камышевка, деревня Кокуй, деревня Пушнякова, деревня Усть-Терсюк |
| 5     | Кодской сельсовет           | с. Кодское          | 3        | село Кодское, деревня Кылман, деревня Чёрное Масароево |
| 6     | Кондинский сельсовет        | с. Кондинское       | 4        | село Кондинское, деревня Могилева, деревня Поротова, деревня Смолина |
| 7     | Кызылбаевский сельсовет     | с. Кызылбай         | 1        | село Кызылбай |
| 8     | Мехонский сельсовет         | с. Мехонское        | 6        | село Мехонское, деревня Ближняя Кубасова, деревня Ганичева, деревня Ленская, деревня Ударник, деревня Усольцева                                                                                      |
| 9     | Мостовский сельсовет        | с. Мостовское       | 5        | село Мостовское, деревня Духовка, деревня Ключи, деревня Мамонтовка, деревня Чуварина |
| 10    | Самохваловский сельсовет    | с. Самохвалово      | 9        | село Самохвалово, деревня Бединка, деревня Ирюм, деревня Калмакова, деревня Луговая, деревня Овчинникова, деревня Помалово, деревня Спасское, деревня Теплоухова                                     |
| 11    | Спицынский сельсовет        | c. Спицыно          | 3        | село Спицыно, деревня Сладчанка, деревня Сопинина |
| 12    | Терсюкский сельсовет        | с. Терсюкское       | 4        | село Терсюкское, деревня Воротниково, деревня Коршунова, деревня Портнягино |
| 13    | Шатровский сельсовет        | с. Шатрово          | 13       | село Шатрово, деревня Антрак, деревня Далматова, деревня Дворцы, деревня Дружинина, село Ильино, деревня Мостовка 2-я, село Ожогино, деревня Саломатова, село Широково, деревня Шуравино, село Яутла |

Законом Курганской области от 12 мая 2021 года все сельсоветы в районе были упразднены (одновременно с упразднением поселений муниципального района, преобразованного в муниципальный округ).

### Шумихинский район
- Административный центр — г. Шумиха
- Код ОКАТО — 37 242

| № п/п | Сельсоветы (упразднены) и город | Центр             | Число НП | Населённые пункты |
| ----- | ------------------------------- | ----------------- | -------- | --- |
| 1     | город Шумиха                    | г. Шумиха         | 1        | город Шумиха |
| 2     | Благовещенский сельсовет        | с. Благовещенское | 2        | село Благовещенское, деревня Большое Субботино |
| 3     | Берёзовский сельсовет           | с. Берёзово       | 3        | село Берёзово, деревня Воробьёво, посёлок сельского типа Чистое                                                                                     |
| 4     | Большевистский сельсовет        | с. Крутая Горка   | 6        | село Крутая Горка, деревня Дубравная, деревня Котлик, деревня Красный Холм, деревня Курганова, деревня Межлесье                                     |
| 5     | Галкинский сельсовет            | с. Галкино        | 4        | село Галкино, деревня Карасева, деревня Михайловка, село Прошкино                                                                                   |
| 6     | Каменский сельсовет             | с. Каменное       | 5        | село Каменное, деревня Забродино, деревня Карандашово, село Кипель, деревня Горшково                                                                |
| 7     | Карачельский сельсовет          | с. Карачельское   | 3        | с. Карачельское, деревня Береговая, деревня Большое Дюрягино                                                                                        |
| 8     | Кушмянский сельсовет            | с. Кушма          | 6        | село Кушма, посёлок сельского типа Мичуринец, посёлок сельского типа Пристанционный, деревня Хохлы, посёлок сельского типа Хохлы, деревня Чеснокова |
| 9     | Мало-Дюрягинский сельсовет      | с. Малое Дюрягино | 1        | село Малое Дюрягино |
| 10    | Птичанский сельсовет            | с. Птичье         | 2        | село Птичье, деревня Сажино |
| 11    | Рижский сельсовет               | с. Большая Рига   | 3        | село Большая Рига, деревня Антошкино, деревня Назарово                                                                                              |
| 12    | Стариковский сельсовет          | с. Стариково      | 3        | село Стариково, деревня Большая Николаевка, деревня Родники                                                                                         |
| 13    | Столбовский сельсовет           | с. Столбово       | 1        | село Столбово |
| 14    | Травянский сельсовет            | с. Травяное       | 1        | село Травяное |
| 15    | Трусиловский сельсовет          | с. Трусилово      | 3        | село Трусилово, деревня Лесная, село Петухи |

Законом Курганской области от 23 июня 2020 года все сельсоветы в районе были упразднены (одновременно с упразднением поселений муниципального района, преобразованного в муниципальный округ законом от 23 июня 2020 года).

### Щучанский район
- Административный центр — г. Щучье
- Код ОКАТО — 37 244

| № п/п | Сельсоветы и город     | Центр           | Число НП | Населённые пункты                                                                                       |
| ----- | ---------------------- | --------------- | -------- | --- |
| 1     | город Щучье            | г. Щучье        | 1        | город Щучье                                                                                             |
| 2     | Белоярский сельсовет   | с. Белоярское   | 4        | село Белоярское, деревня Косулино, деревня Красноярское, деревня Чесноковка 1-я                         |
| 3     | Варгановский сельсовет | с. Варгановское | 2        | село Варгановское, деревня Новокалмаково                                                                |
| 4     | Зайковский сельсовет   | с. Зайково      | 4        | село Зайково, село Отрадное, деревня Фролиха, деревня Юрузановка                                        |
| 5     | Каясанский сельсовет   | с. Каясан       | 4        | село Каясан, посёлок сельского типа Алакуль, деревня Калиновка, посёлок сельского типа Пивкин           |
| 6     | Майковский сельсовет   | с. Майка        | 2        | село Майка, деревня Притчино                                                                            |
| 7     | Медведский сельсовет   | с. Медведское   | 3        | село Медведское, деревня Клюквенная, деревня Новь                                                       |
| 8     | Николаевский сельсовет | с. Николаевка   | 5        | село Николаевка, деревня Кнутово, деревня Мурашово, деревня Чердаки, деревня Чудняково                  |
| 9     | Нифанский сельсовет    | с. Нифанка      | 3        | село Нифанка, деревня Борки, деревня Козино                                                             |
| 10    | Песчанский сельсовет   | с. Песчанское   | 4        | село Песчанское, деревня Архипово, деревня Утичье, деревня Ушаково                                      |
| 11    | Петровский сельсовет   | с. Петровское   | 3        | село Петровское, деревня Колмаково-Миасское, деревня Наумовкина                                         |
| 12    | Пивкинский сельсовет   | с. Пивкино      | 3        | село Пивкино, деревня Куликово, село Петрушино                                                          |
| 13    | Пуктышский сельсовет   | с. Пуктыш       | 3        | село Пуктыш, деревня Михайловка, деревня Никитино                                                       |
| 14    | Сухоборский сельсовет  | с. Сухоборское  | 5        | село Сухоборское, деревня Арасланова, деревня Даньково, деревня Лесная Поляна, село Тунгуй              |
| 15    | Чистовский сельсовет   | с. Чистое       | 3        | село Чистое, посёлок сельского типа Курорт Озеро, деревня Яковлевка                                     |
| 16    | Чумлякский сельсовет   | с. Чумляк       | 5        | село Чумляк, деревня Красный Увал, деревня Кузнецово, посёлок сельского типа Снегири, деревня Советская |

Законом Курганской области от 29 декабря 2021 года все сельсоветы в районе были упразднены (одновременно с упразднением поселений муниципального района, преобразованного в муниципальный округ).

### Юргамышский район
- Административный центр — пгт Юргамыш
- Код ОКАТО — 37 246

| № п/п | Сельсоветы и пгт               | Центр             | Число НП | Населённые пункты |
| ----- | ------------------------------ | ----------------- | -------- | --- |
| 1     | Юргамыш (Юргамышский поссовет) | пгт Юргамыш       | 5        | рабочий посёлок Юргамыш, деревня Ильинка, посёлок сельского типа Нива, посёлок сельского типа Новый Мир, деревня Пермяковка |
| 2     | Вилкинский сельсовет           | с. Вилкино        | 4        | село Вилкино, деревня Кочегарова, деревня Маяк, деревня Туманова |
| 3     | Гагарьевский сельсовет         | с. Гагарье        | 2        | село Гагарье, деревня Норильное |
| 4     | Гороховский сельсовет          | с. Горохово       | 4        | село Горохово, деревня Ерохино, деревня Ждановка, деревня Красикова |
| 5     | Карасинский сельсовет          | с. Караси         | 5        | село Караси, деревня Барановка, посёлок сельского типа Кольцевой, деревня Макаташкина, деревня Малые Караси |
| 6     | Кипельский сельсовет           | с. Кипель         | 5        | село Кипель, деревня Елизаветинка, деревня Крутоярка, деревня Луговая, деревня Падун |
| 7     | Кислянский сельсовет           | с. Кислянское     | 15       | село Кислянское, деревня Кулаш, деревня Лешакова, деревня Ложкина, деревня Окулова, деревня Постовапова, деревня Токарева, деревня Шемелино, село Малое Белое, деревня Колупаевка, посёлок сельского типа Малобеловодский, деревня Пичевка, деревня Щучье, деревня Фадюшино, деревня Плотникова |
| 8     | Красноуральский сельсовет      | с. Красный Уралец | 3        | село Красный Уралец, село Петровское, деревня Раздольная |
| 9     | Островской сельсовет           | с. Губерля        | 6        | село Губерля, деревня Вохменка, деревня Ик, деревня Красноборье, посёлок сельского типа Лесные Горки, деревня Острова |
| 10    | Песковский сельсовет           | с. Пески          | 2        | село Пески, деревня Вишневая |
| 11    | Скоблинский сельсовет          | с. Скоблино       | 5        | село Скоблино, деревня Глубокая, деревня Долгая, деревня Камаган, село Таловка |
| 12    | Чинеевский сельсовет           | с. Чинеево        | 7        | село Чинеево, посёлок сельского типа Зырянка, деревня Новая Заворина, деревня Патракова, деревня Пестерева, деревня Рождественка, посёлок сельского типа Чинеевский Участок |

Законом Курганской области от 10 декабря 2021 года все сельсоветы в районе были упразднены (одновременно с упразднением поселений муниципального района, преобразованного в муниципальный округ).